# 通遠県 (吉林省)
通遠県（つうえん-けん）は、中華人民共和国吉林省にかつて存在した県。現在の四平市西部に相当する。
渤海により扶州の州治として設置された扶余県を前身とする。遼朝が渤海を滅ぼすと通遠県と改称された。金代に廃止されている。